# Helgrind
Helgrind war eine englische Heavy- und Thrash-Metal-Band aus London, die im Jahr 2000 gegründet wurde und sich 2013 auflöste.

## Geschichte
Die Band wurde im Jahr 2000 gegründet. Nach mehreren Besetzungswechseln fand sich eine feste Besetzung. Es folgten die ersten Proben, sowie mehrere Hundert Auftritte in ganz England, wobei die Band unter anderem auch zusammen mit Return to the Sabbat spielte. Im Jahr 2005 hielt die Gruppe ihre erste Tour durch Großbritannien ab und veröffentlichte im selben Jahr zudem ihr Debütalbum Denial. Im Jahr 2007 unterzeichnete die Gruppe einen Vertrag bei Casket Music für die Veröffentlichung der nächsten beiden Alben. Im selben Jahr nahm die Gruppe die EP Fallen Prophet auf. Das zweite Album folgte im Jahr 2008 unter dem Namen Religious Persecution. Es folgte eine weitere Tour durch Großbritannien; anfangs zusammen mit den portugiesischen WAKO, danach mit den Italienern von Several Union. Zudem wurde das Lied Death Squad von Religious Persecution in Bruce Dickinsons Radio-Show auf BBC Radio gespielt. Das dritte Album wurde unter der Leitung von Nick Hemingway und wie bereits zuvor in den Philia Studios aufgenommen. Zudem unterzeichnete die Band einen Vertrag für die Veröffentlichung in den USA bei Digital Media Records und in Großbritannien bei Blood Flow Recordings. Das dritte Album folgte im Jahr 2011 unter dem Namen Inquisition. Im Jahr 2013 löste sich die Band auf.

## Stil
Laut Bandbiografie sei die Gruppe anfangs stark durch Bands wie Sepultura, Slayer, Overkill, Testament und Exodus beeinflusst worden. Nach dem Hinzukommen neuer Mitglieder seien neue Einflüsse wie Pantera, In Flames, Machine Head und Arch Enemy hinzugekommen. Laut classicthrash.com hätten die Heavy-Metal-Einflüsse auf Religious Persecution im Vergleich zu den thrash-metal-lastigeren Vorgängern deutlich zugenommen. Auf Inquisition sei ebenfalls eine Mischung aus Thrash- und Heavy-Metal zu hören, wobei die schwerfälligeren Passagen nun zugenommen hätten.

## Diskografie
- 2000: Warriors of Steel (Demo, Eigenveröffentlichung)
- 2002: Prophecy of Destruction (Demo, Eigenveröffentlichung)
- 2004: Denial (Demo, Eigenveröffentlichung)
- 2005: Denial (Album, Eigenveröffentlichung)
- 2007: Fallen Prophet (EP, Casket Music)
- 2008: Religious Persecution (Album, Casket Music)
- 2011: Inquisition (Album, Digital Media Records (USA) / Blood Flow Recordings (Großbritannien))